# Eoperipatus
Eoperipatus is een geslacht van de fluweelwormen (Onychophora). De wetenschappelijke naam van het geslacht werd voor het eerst geldig gepubliceerd door Evans in 1901.

## Soorten
De volgende soorten zijn bij het geslacht ingedeeld:
- Eoperipatus butleri Evans, 1901[2]
- Eoperipatus horsti Evans, 1901[1]
- Eoperipatus totoro Oliveira, Schaffer, Kvartalnov, Galoyan, Palko, Weck-Heimann, Geissler, Ruhberg & Mayer, 2013[3]
- Eoperipatus weldoni Evans, 1901[1]